# Тімо Мурама
Тімо Каапо Артур Мурама (уроджен Моберг; 15 жовтня 1913 — 17 січня 1981) — фінський лижник-двоборець, який виступав у 1930-х роках. Народився і помер у Рованіємі.
Він посів сьоме місце в змаганнях з північного двоборства на Зимових Олімпійських іграх 1936 року в Гарміш-Партенкірхені.